# 사용자 정보
사용자 정보(User information)는 소스 사용자로부터 대상 사용자에게 전달하기 위해 기능 인터페이스를 통해 전기 통신 시스템으로 전송되는 콘텐츠 또는 데이터이다. 이 정보에는 음성, 비디오, 텍스트 또는 기타 형태의 디지털 데이터가 포함될 수 있다.
전기 통신 시스템에서 사용자 정보는 사용자 오버헤드 정보를 포함할 수 있으며, 이는 사용자 애플리케이션에 의해 생성되고 기본 콘텐츠를 해석하는 데 필요한 보조 데이터이다. 이는 전송을 관리하기 위해 전기 통신 시스템 자체에 의해 도입되는 네트워크 오버헤드와 대조된다.
사용자 정보는 VoIP, 전자우편, 파일 전송 및 스트리밍 플랫폼과 같은 많은 통신 서비스의 핵심을 형성한다. 사용자 정보 전송의 효율성, 무결성 및 보안은 현대 네트워크의 주요 성능 지표이다.

## 구성 요소
사용자 정보는 일반적으로 다음을 포함한다:
- 페이로드 데이터 – 전달되는 실제 콘텐츠(예: 파일, 비디오 또는 음성 스트림).
- 사용자 생성 메타데이터 – 타임스탬프, 파일 이름 또는 작성자 태그와 같은 정보.
- 사용자 오버헤드 – 사용자 시스템(네트워크 아님)에 의해 생성된 보조 정보, 예: 오류 감지 코드, 애플리케이션에 의해 삽입된 헤더.[4]

## 프로토콜 계층에서의 역할
OSI 모형에서 사용자 정보는 주로 사용자 애플리케이션이 데이터를 생성하고 소비하는 애플리케이션, 프레젠테이션 및 세션 계층과 관련이 있다. 하위 계층은 일반적으로 콘텐츠 자체보다는 전송, 라우팅 및 오류 수정과 관련이 있다.

## 보안 고려 사항
사용자 정보에는 종종 개인 또는 민감한 데이터가 포함되기 때문에 TLS 및 IPsec과 같은 프로토콜이 전송을 보호하는 데 사용된다. 종단간 암호화는 메시징 앱 또는 온라인 뱅킹과 같이 기밀 정보를 처리하는 서비스에서 특히 중요하다.

## 예시
- 모바일 장치에서의 화상 통화: 사용자의 음성과 이미지는 사용자 정보를 구성하며, 애플리케이션에서 설정한 인코딩 매개변수 또는 코덱 메타데이터는 사용자 오버헤드로 간주될 수 있다.[7]

- 전자우편 보내기: 본문 텍스트와 첨부 파일은 사용자 정보이다. "제목", "받는 사람" 또는 "참조" 필드와 같은 전자우편 헤더는 사용자 생성 오버헤드로 분류될 수 있다.[8]

## 같이 보기
- 페이로드 (컴퓨팅)
- 데이터 전송
- 프로토콜 오버헤드
- 엔드 투 엔드 원칙